# Zamarada metallicata
Zamarada metallicata là một loài bướm đêm trong họ Geometridae.